# Marjan Šiftar
Marjan Šiftar, slovenski pravnik in diplomat, * 1950.
Med letoma 1990 in 2002 je bil šef kabineta predsednika Slovenije Milana Kučana ter med 2003 in 2007 veleposlanik Republike Slovenije v Makedoniji.
V poznejših letih se je večkrat izpostavil kot pobudnik pokopa najvišjih veljakov predosamosvojitvene komunistične oblasti z vojaškimi častmi.

## Odlikovanja in nagrade
Leta 2002 je prejel srebrni častni znak svobode Republike Slovenije z naslednjo utemeljitvijo: »za požrtvovalno delo v dobro slovenske države«.